# Crewed by the Damned
Crewed by the Damned è il primo album del gruppo musicale thrash metal statunitense Swashbuckle, pubblicato il 17 ottobre 2006 tramite l'etichetta discografica Bald Freak Music.

## Tracce
1. Under the Black Flag – 0:47
2. Welcome Aboard – 3:10
3. Drink Up – 2:28
4. Set Sail – 1:19
5. Walk the Plank – 1:49
6. What a Ship Is – 3:14
7. Dead Men Tell No Lies – 1:46
8. The Wooden World – 2:47
9. "X" Marks the Spot – 2:47
10. Rum Runners – 2:10
11. Upon the Spanish Main – 2:15
12. The Bazaar – 1:05
13. Jolly Roger – 3:44
14. Paradise Defined – 1:34
15. Crewed by the Damned – 4:38
16. A Fool's Errand – 3:08

## Formazione
- Admiral NoBeard - voce e basso
- Commodore RedRum - chitarra
- Captain CrashRide - batteria